# Hoplocnemis lightfooti
Hoplocnemis lightfooti är en skalbaggsart som beskrevs av Louis Albert Péringuey 1908. Hoplocnemis lightfooti ingår i släktet Hoplocnemis och familjen Melolonthidae. Inga underarter finns listade i Catalogue of Life.